# موسسه فناوری مد
مؤسسه فناوری مد (انگلیسی: Fashion Institute of Technology) یک دانشگاه دولتی در شهر نیویورک است که بخشی از دانشگاه ایالتی نیویورک محسوب می‌شود و بر موضوعاتی همچون هنر، تجارت، طراحی و فناوری مرتبط با صنعت مد تمرکز دارد.